# میلوش لوکوویچ
میلوش لوکوویچ (سیریلیک صربی: Милош Луковић؛ زادهٔ ۱۸ نوامبر ۲۰۰۵) بازیکن فوتبال اهل صربستان است.
وی همچنین در تیم‌های ملی فوتبال زیر ۱۹ سال و زیر ۲۱ سال صربستان بازی کرده است.